# 백사

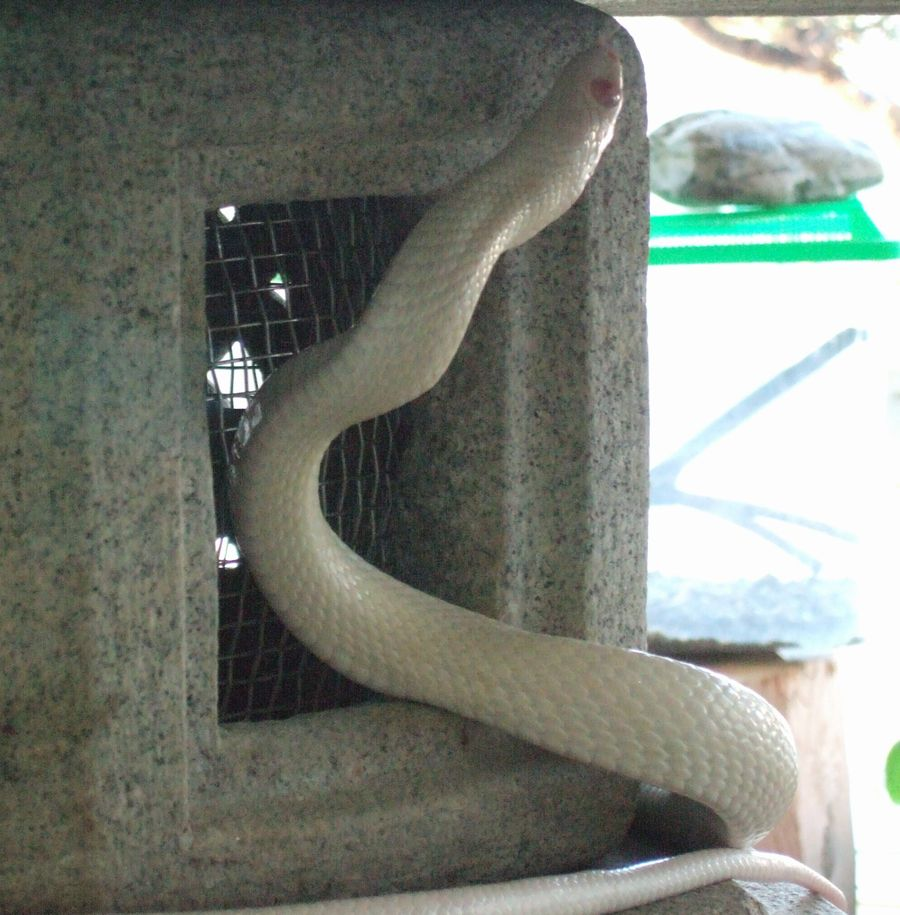
이와쿠니 시의 백사

백사(白蛇)는 백화현상에 의해 피부가 흰 뱀을 말한다. 그 희귀성 때문에 길조로 여겨 숭배하기도 한다. 변재천의 보관에 장식되기도 하며, 물의 신으로 여기진다. 중국 항저우에 백사에 관한 전설인 《백사전》이 유명하며, 일본 야마구치현 이와쿠니시의 백사는 일본의 천연기념물로 지정되어 있으며, 일본 각지의 신사에서 숭배하기도 한다.
대개는 구렁이의 백화형(白化型:albino)을 가리킨다. 뱀은 어떤 종류에서나 백화현상이 나타나는데 보호색을 띠지 못하므로 오래 살지 못한다. 구렁이의 백화형은 열성유전자의 지배를 받으므로 근친교배에 의하여 우성(優性)으로 나타난다. 흔히 민간이나 한방에서는 백사를 희귀한 보약으로 여기고 있으나, 과학적으로는 근거가 없다.